# Genome Research
Genome Research — рецензируемый научный журнал публикуемый компанией Cold Spring Harbor Laboratory Press. За исключением обзорных журналов, «Genome Research» занимает второе место после Nature Genetics в категории «Генетика и геномика» (англ. Genetics and Genomics). Фокусируется на исследованиях, дающих новое понимание биологии генома всех организмов, включая достижения в генетической медицине.
Область публикаций включает структуру и функцию генома, сравнительную геномику, молекулярную эволюцию, количественную и популяционную генетику в масштабе генома, протеомику, эпигеномику, и системную биологию. Журнал также публикует открытия интересных генов и отчёты о передовых методологиях в вычислительной и высокопроизводительной биологии. Новые данные в этих областях публикуются либо как исследовательские статьи, либо как отчёты о методах и использованных ресурсах. Такие статьи содержат новую информацию о технологиях и инструментах, интересных широкому кругу читателей.
Журнал был основан в 1991 году как «PCR Methods and Applications» и сменил название на современное в 1995.
В 2023 году, по оценке «Journal Citation Reports», журнал имел импакт-фактор 6.4, достигнув в 2014 году пика в 14.63.